# Staustufe Serrig
Die Staustufe Serrig ist Deutschlands größte Flussstaustufe an einem natürlichen Flusslauf. Sie liegt in der Nähe der Gemeinde Serrig bei Flusskilometer 18,3 der Saar zwischen den Staustufen Kanzem und Mettlach. Weitere Staustufen befinden sich in Rehlingen, Lisdorf und Saarbrücken.
Sie ist eine von mehreren Staustufen, die im Zuge der Schiffbarmachung der Saar auf der Strecke von Saarbrücken bis Konz errichtet wurden. Insgesamt werden so 55 Höhenmeter überwunden.
Die Staustufe Serrig wurde in den Jahren 1981 bis 1986 erbaut und erreicht eine Fallhöhe von 14,5 Meter. Das Unterwasser liegt auf 142,00 Meter über NN und das Stauziel befindet sich bei 156,50 Meter über NN.
Die Staustufe verfügt über eine Schleuse mit zwei Schleusenkammern, von denen die größere 190 Meter lang und 12,07 Meter breit ist. Die kleinere ist 40 Meter lang und 6,70 Meter breit. Die durchschnittliche Steiggeschwindigkeit beträgt 1,40 Meter pro Minute, daraus ergibt sich eine Füllzeit von etwa 10,2 Minuten.
Zur Staustufe gehört ein Wasserkraftwerk. Die Leistung der beiden Rohrturbinen beträgt 12 MW.

## Galerie

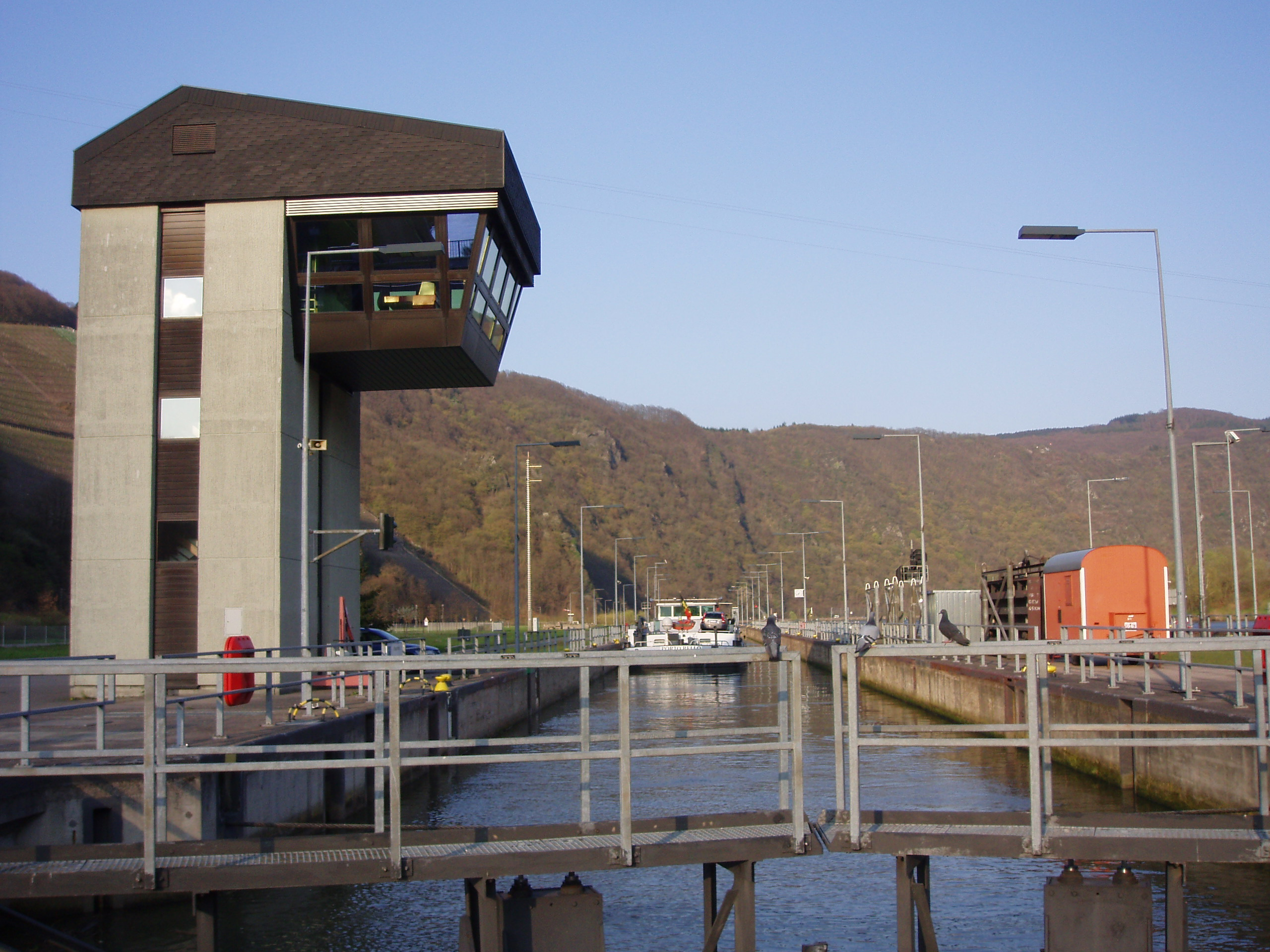
Die Staustufe bei gefüllter Schleusenkammer
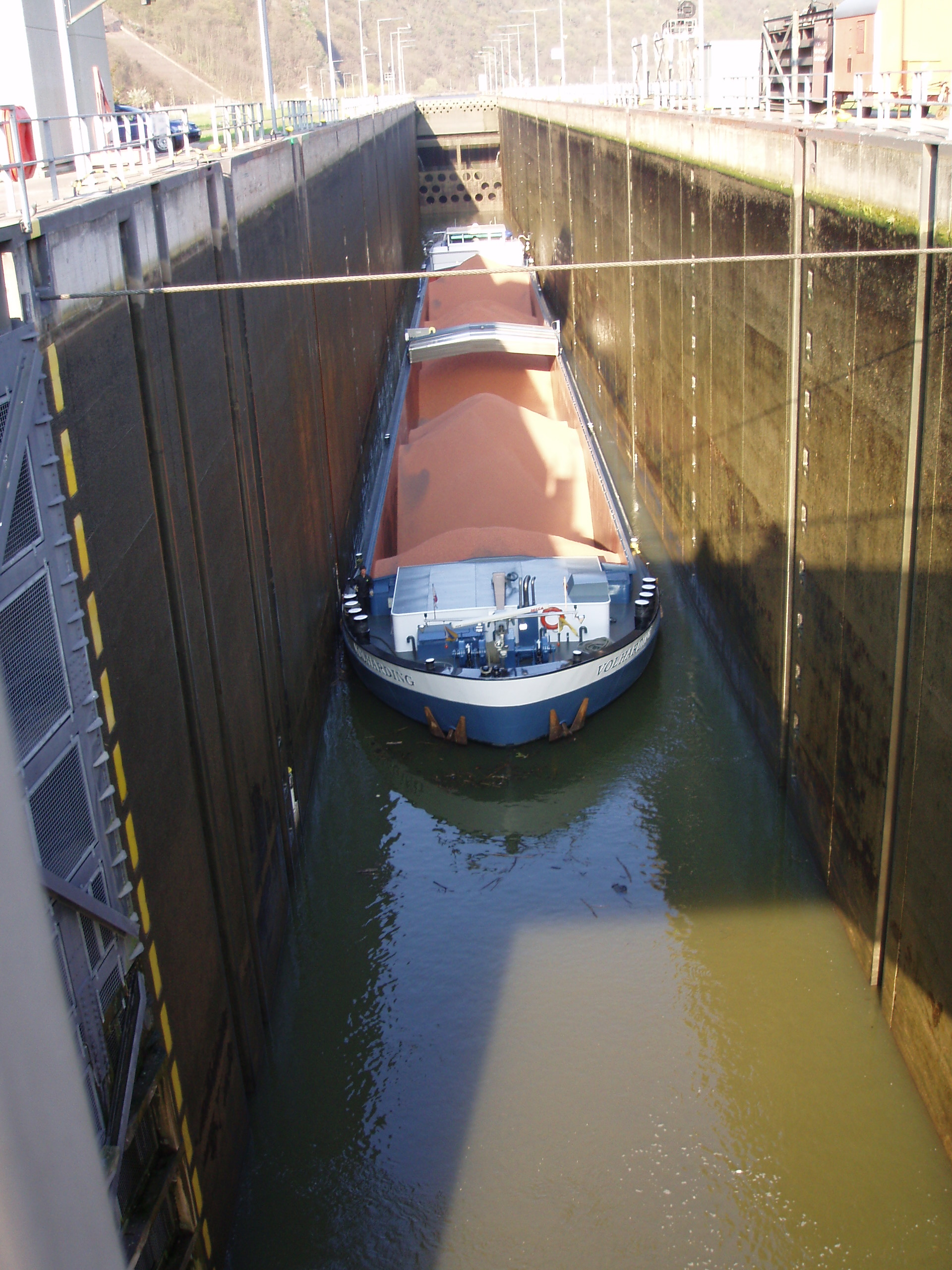
Blick in die Schleusenkammer bei Niedrigwasser